# Yu Kil-chun
Yu Kil-chun (1856 - 30 septembre 1914) était un politicien réformiste de la période Joseon de Corée. Ses noms de plume étaient Gudang (구당, 矩堂) et Cheonmin (천민, 天民), son nom de courtoisie Seongmu (성무, 聖武).

## Biographie
Yu est né le 24e jour du 10e mois du calendrier lunaire de 1856 dans une famille noble à Gyedong, l'un des meilleurs quartiers de Séoul. Il reçoit d'abord une formation traditionnelle aux études chinoises le préparant à une carrière de bureaucrate. Cependant, après avoir fait la connaissance du penseur Park Gyu-su, il en devint son élève et découvre la politique internationale et les études occidentales.
En 1881, il est membre d'une délégation royale partie quatre mois observer la modernisation du Japon de l'ère Meiji. À la fin, il y reste pour étudier à l'université Keio et ne revient que l'année suivante. Accueilli à son retour comme un jeune penseur prometteur, il rejoint ensuite une délégation dirigée vers l'Europe et les États-Unis. Apprenant rapidement les langues étrangères, il est autorisé à rester en 1884 aux États-Unis à la Governor Dummer Academy ce qui fait de lui le premier Coréen à avoir étudié en Occident avec une bourse gouvernementale. Cependant, après la tentative de coup d'État de Gapsin, les réformistes du parti des lumières sont discrédités. Il perd son financement, doit rentrer au pays et se fait arrêter en décembre 1885. Placé sous surveillance pendant sept ans, il parvient à écrire ses Observations de voyage sur l'Occident, un journal de voyage où il décrit la modernisation qui transformaient ces pays.
Pendant la période de la guerre sino-japonaise de 1894-95, la Corée retombe sous l'influence réformiste du Japon. Yu devient alors membre du gouvernement du premier ministre Kim Hong-jip. Il se prononce en faveur de l'établissement d'un service postal, de la vaccination contre la variole et du remplacement du calendrier lunaire. Après la chute de ce cabinet remplacé par un gouvernement pro-russe et accusé par le roi Gojong d'être impliqué dans l'assassinat de la reine Min, il doit fuir et s'exiler au Japon. Ce n'est qu'en 1907 après le premier traité d'annexion de la Corée par le Japon et le pardon accordé par le roi Sunjeong qu'il peut rentrer au pays. 
Il est le père de Yu Eokgyeom (1896-1947) et de Yu Mangyeom (1889-1944).

## Œuvres
- Observations de voyage sur l'Occident (서유견문, Seoyugyeonmun), publié en 1895.
Le texte est écrit avec des caractères chinois mais aussi coréen, ce qui était rare au temps de Joseon.